# Kudanshita (metropolitana di Tokyo)
La Stazione di Kudanshita (九段下駅?, Kudanshita-eki) è una stazione della Metropolitana di Tokyo, si trova a Chiyoda. La stazione è servita da due linee della Tokyo Metro e da una della Toei.

## Storia
La stazione venne inaugurata nel marzo 1964 come capolinea orientale della linea Tōzai proveniente da Takadanobaba. L'estensione alla stazione successiva di Takebashi avvenne il 16 marzo 1966. I binari della linea Shinjuku furono aperti il 16 marzo 1980 e quelli della Hanzōmon il 26 gennaio 1989.